# Flaga stanowa New Hampshire
Flaga stanowa New Hampshire przedstawia pieczęć tego stanu. Fregata Raleigh, jeden z pierwszych trzynastu okrętów zbudowanych dla amerykańskiej marynarki wojennej. Wodowano ją w 1776 roku, kiedy New Hampshire wywalczyło niepodległość. Pieczęć otoczona jest 9 złotymi gwiazdami upamiętniającymi, że był to dziewiąty stan przyjęty do Unii. Złote liście laurowe symbolizują nastały później pokój i szczęście, a niebieskie tło przynależność do USA. 
Oficjalne przyjęcie flagi w obecnym kształcie miało miejsce w 1909 roku. Proporcje nieustalone.